# Guldvingad solfågel
Guldvingad solfågel (Drepanorhynchus reichenowi) är en fågel i familjen solfåglar inom ordningen tättingar.

## Utseende och läte
Guldvingad solfågel är en stor och mörk solfågel med lång och kraftigt böjd näbb. Båda könen uppvisar en stor och gul vingpanel och gula sidor på stjärten. Hanen är mestadels svartaktig, i häckningsdräkt med kopparfärgad glans på bröst, huvud och rygg. Honan är mörkbrun på ryggen och ljus under med gul anstrykning. Sången består av ett ljust fräsande, medan det vanligaste lätet är ett skallrande "tr-tr-tr-tr-tr."

## Utbredning och systematik
Guldvingad solfågel delas upp i tre underarter med följande utbredning: Den placeras som enda art i släktet Drepanorhynchus.
- Drepanorhynchus reichenowi shellyae – bergsskogar i östra Demokratiska republiken Kongo
- Drepanorhynchus reichenowi lathburyi – bergsskogar i norra Kenya (Mt. Kulal till Mt. Uraguess)
- Drepanorhynchus reichenowi reichenowi – höglänta områden från Kenya till sydöstra Uganda och nordöstra Tanzania

## Levnadssätt
Guldvingad solfågel hittas i bergsskogar, gräsmarker, skogsbryn och trädgårdar.

## Status
Arten har ett stort utbredningsområde och beståndet anses stabilt. Internationella naturvårdsunionen IUCN listar den därför som livskraftig (LC).

## Namn
Fågelns vetenskapliga artnamn hedrar den tyske ornitologen Anton Reichenow (1847-1941).